# Туста-Медж
Туста-Медж (серб. Туста Међ / Tusta Međ) — село в общине Вишеград Республики Сербской Боснии и Герцеговины. В настоящее время село необитаемо.